# Francia Márquez
Francia Elena Márquez Mina, född 1 december 1981, är en afrocolombiansk människorätts- och miljöaktivist och advokat, och vicepresident i Colombia.

## Biografi
Márquez föddes i Yolombó, en by i Cauca och blev först aktivist vid 13, när byggandet av en damm hotade hennes samhälle. Hon är den första afrocolombianska som har valts till vicepresident, och den andra kvinnan, efter Marta Lucía Ramírez.
2018 belönades hon med Goldman Environmental Prize för sitt arbete med att stoppa illegal guldbrytning i hennes samhälle La Toma och för sitt arbete för mänskliga rättigheter. Márquez ledde en protestmarsch med 80 kvinnor som vandrade 560 kilometer till huvudstaden Bogotá och krävde att alla illegala gruvarbetare skulle avlägsnas från deras samhälle.
2019 listade BBC Francia Márquez på sin lista BBC 100 Women 2019.